# Skoczki (baśń)
Artykuł ten został zgłoszony do umieszczenia na stronie głównej w rubryce „Czy wiesz”.
Pomóż nam go sprawdzić: oceń zgłoszoną nominację.
Skoczki, Amanci (duń. Springfyrene) – baśń literacka autorstwa Hansa Christiana Andersena, wydana po raz pierwszy w Kopenhadze w 1845 roku.

## Publikacja
Andersenowska baśń literacka pt. Skoczki (Amanci w tłumaczeniu Bogusławy Sochańskiej) została po raz pierwszy opublikowana 7 kwietnia 1845 roku w antologii Nowe baśnie. Zbiór trzeci (duń.  Nye Eventyr. Første Bind. Tredie Samling. 1845) opublikowanej przez kopenhaski dom wydawniczy C. A. Reitzel. Autorem ilustracji był Vilhelm Pedersen. W katalogu dzieł Hansa Christiana Andersena autorstwa B.F. Nielsena baśń ma numer 470. Utwór został dwukrotnie wznowiony za życia pisarza: 18 grudnia 1849 roku w zbiorze Eventyr. 1850 oraz 30 marca 1863 roku w zbiorze Eventyr og Historier. Andet Bind. 1863.
W angielskim wydaniu baśni z 1913 roku, w anonimowym tłumaczeniu, zamiast zabawki z mostka gęsiego (duń. Springgaasen), jako trzeci uczestnik turnieju, pojawia się żaba (ang. frog). Autorem ilustracji w tym wydaniu był William Heath Robinson.

## Polskie przekłady
Baśń Skoczki była kilkakrotnie tłumaczona na język polski:
- 1931 – Skoczki: Stefania Beylin (tłum.): Baśnie. T. 1–6. Warszawa. Brak numerów stron w książce
- 1938 – Próba skoku: Marceli Tarnowski (tłum.): Bajki. Warszawa. Brak numerów stron w książce
- 2006 – Amanci: Bogusława Sochańska (tłum.): Baśnie i opowieści. Tom I 1830–1850. Poznań. s. 350–351. ISBN 978-83-7278-194-9. (z oryginału duńskiego)

Bogusława Sochańska wybrała dla swojego tłumaczenia tytuł Amanci. Tytułowy termin duński „Springfyrene”, ignorowany przez współczesne słowniki języka duńskiego, oznaczał w czasach Andersena młodzieńców adorujących panny na wydaniu. Złożenie pochodzi od dwóch słów: springe – „skakać” i fyrene – „faceci”.

## Fabuła
Streszczenia dokonano na podstawie wersji duńskiej oraz polskiego tłumaczenia B. Sochańskiej.
Trzech konkurentów – pchła, konik polny i skoczek-zabawka – postanawiają sprawdzić, kto z nich skoczy najwyżej. Król ogłasza, że odda swoją córkę temu, kto wykona najlepszy skok. Pierwsza występuje pchła. Jest elegancka i pokazuje swoje dobre maniery. Konik polny prezentuje się w zielonym mundurze i chwali się szlachetnym pochodzeniem z Egiptu. Swoim śpiewem zawstydza miejscowe świerszcze. Pchła i konik polny uważają, że zasługują na rękę królewny. Skoczek-zabawka nic nie mówi, lecz wszyscy wierzą w jego mądrość i szlachetne pochodzenie. Radny potwierdza, że ma dar przepowiadania pogody. Milczący król czeka na rozstrzygnięcie konkursu.
Pchła skacze tak wysoko, że nikt tego nie widzi, więc stwierdzają, iż właściwie wcale nie skoczyła. Konik polny skacze wprost w twarz króla, czym wzbudza jego obrzydzenie. Skoczek-zabawka długo się waha, a potem wykonuje krótki skok wprost na kolana królewny. Król uznaje, że to najwyższy i najmądrzejszy skok, bo prowadzi do jego córki. Sprężynek otrzymuje więc rękę królewny. Pchła i konik polny odchodzą niezadowoleni, twierdząc, że w świecie liczy się ciało i bycie widocznym, a nie talent.

## Galeria

Ilustracje baśni Skoczki
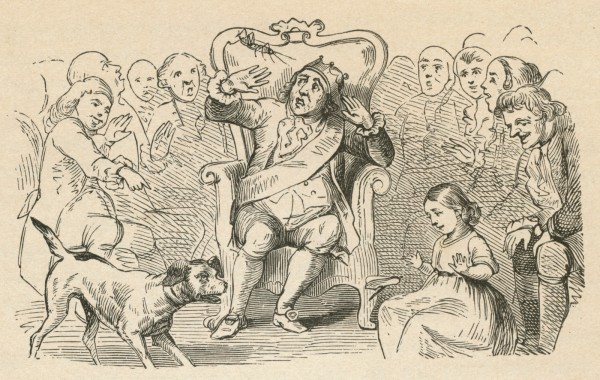
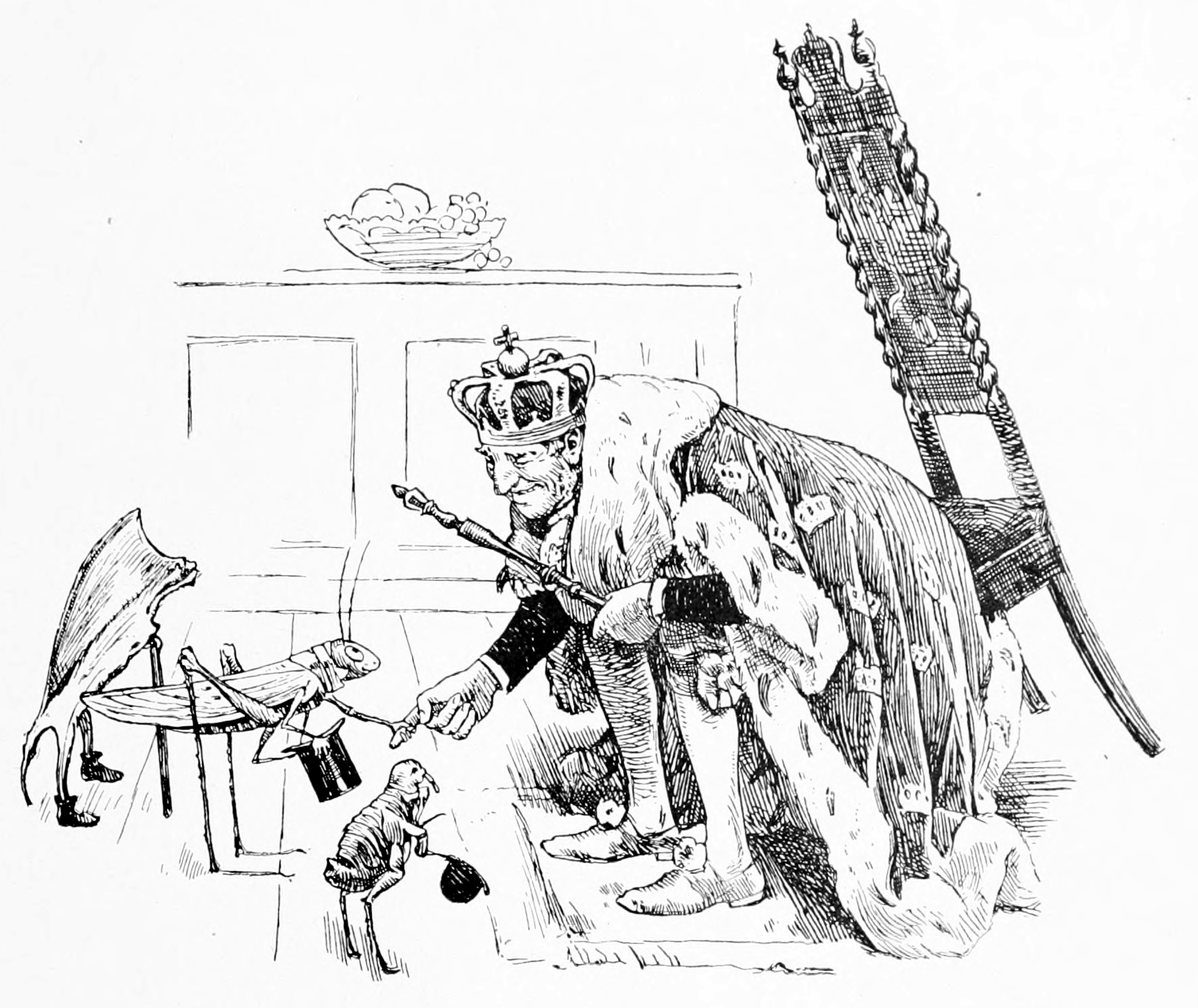
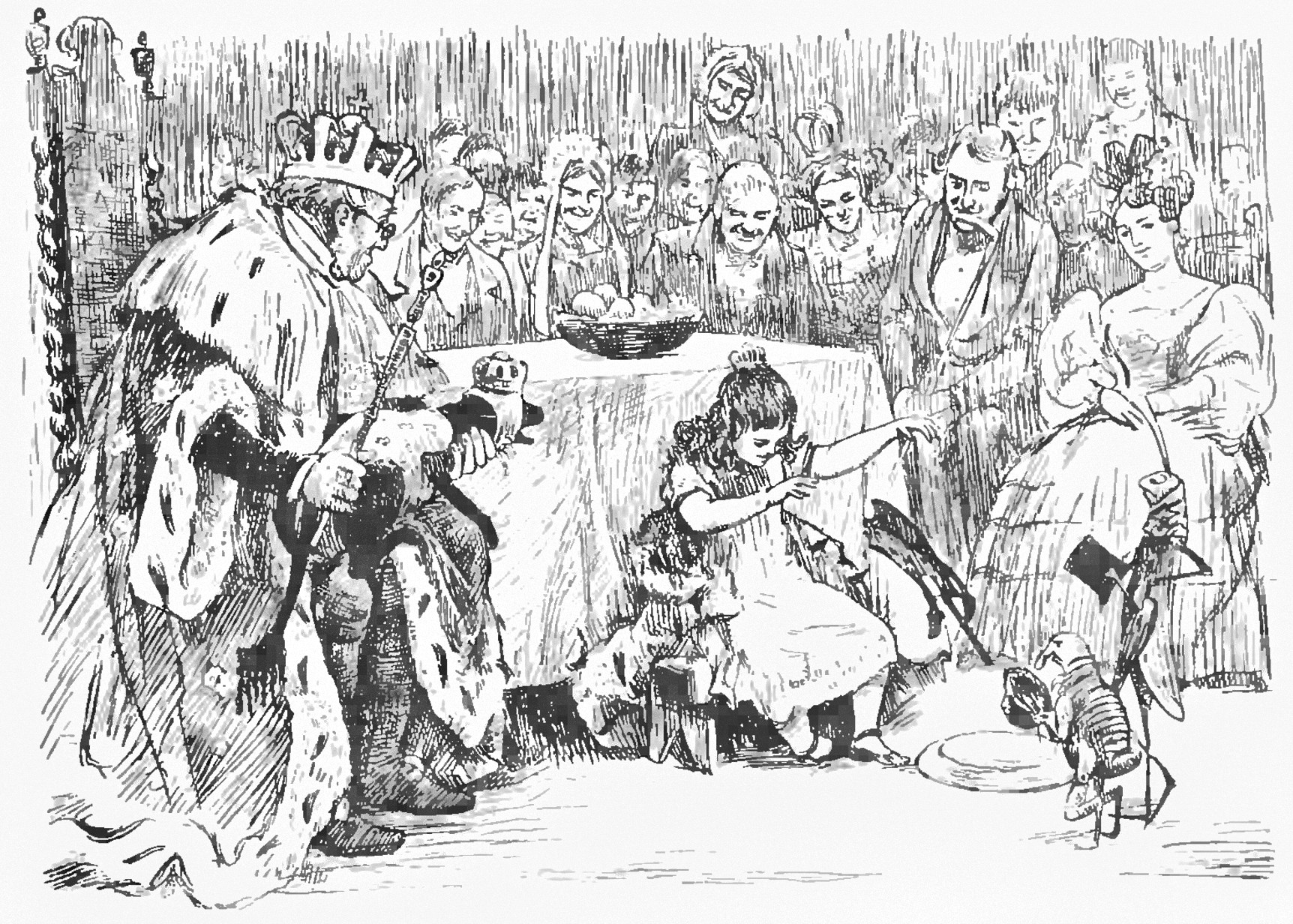
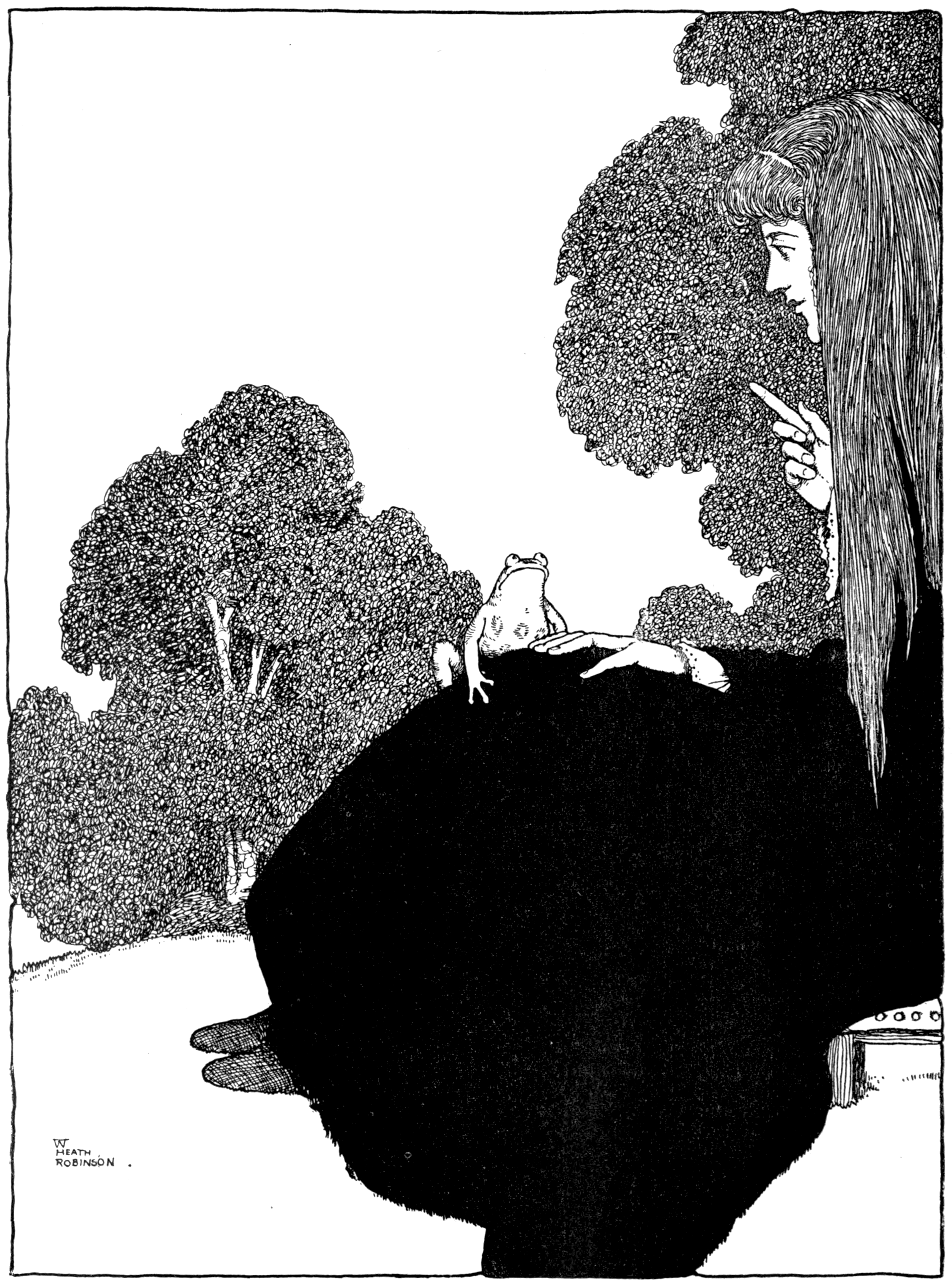
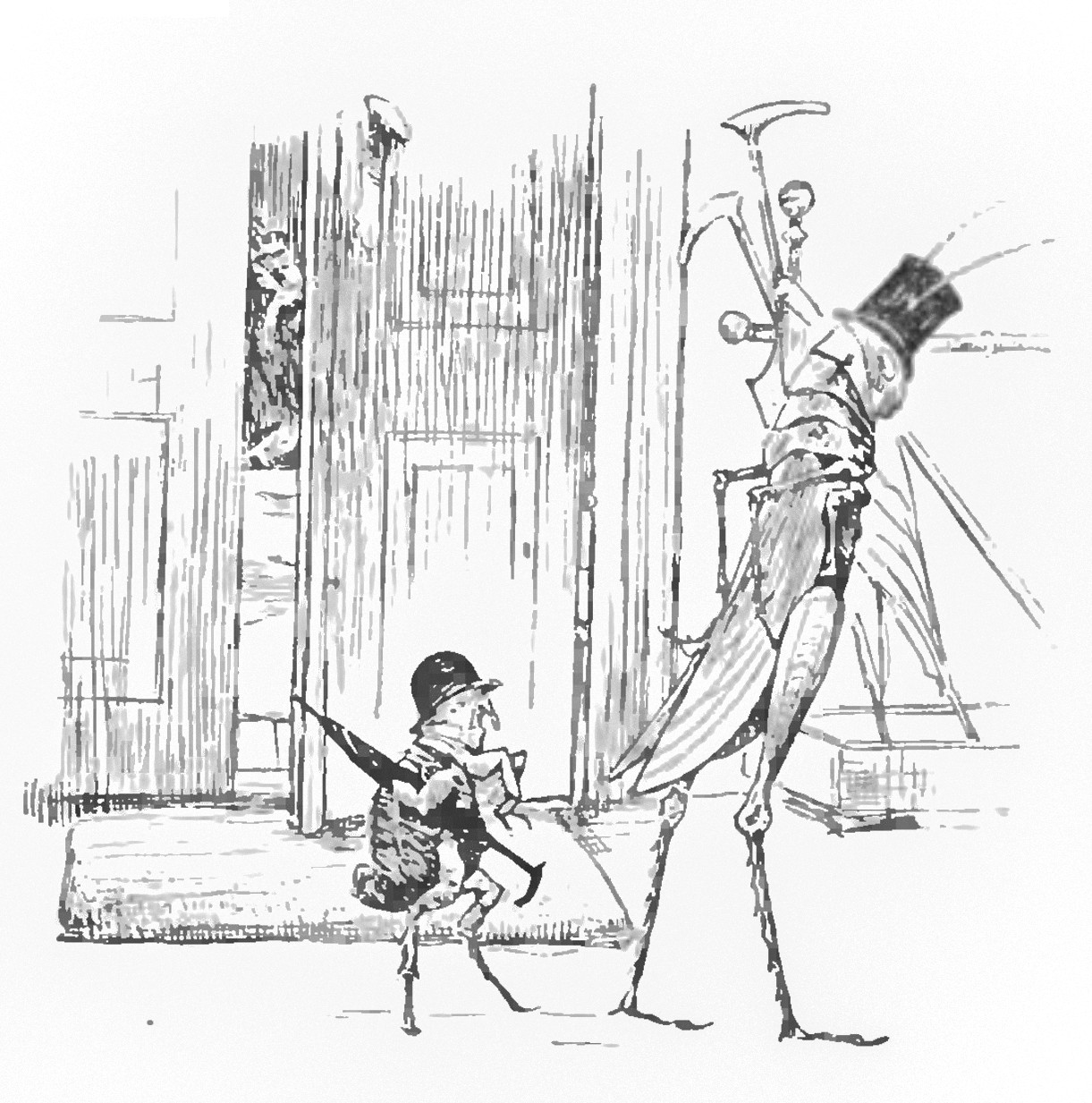